# TMEM160
TMEM160‏ (Transmembrane protein 160) هوَ بروتين يُشَفر بواسطة جين TMEM160 في الإنسان.